# Pablo Lucero
Pablo Lucero (San Luis, ca. 1799 - San José del Morro, 12 de septiembre de 1856) fue un militar y gobernante argentino, jefe del Partido Federal y gobernador de la provincia de San Luis durante toda la década de 1840.

## Primeras actuaciones públicas
Hijo de Francisco Lucero, agricultor y Manuela Franco, tejedora, familia de Renca, españoles americanos, fueron sus hermanos: el Comandante Victoriano Lucero, Escolástico (estanciero); Santos; Susano y Aniceta. Durante la década de 1820 se incorporó a las milicias de su provincia.

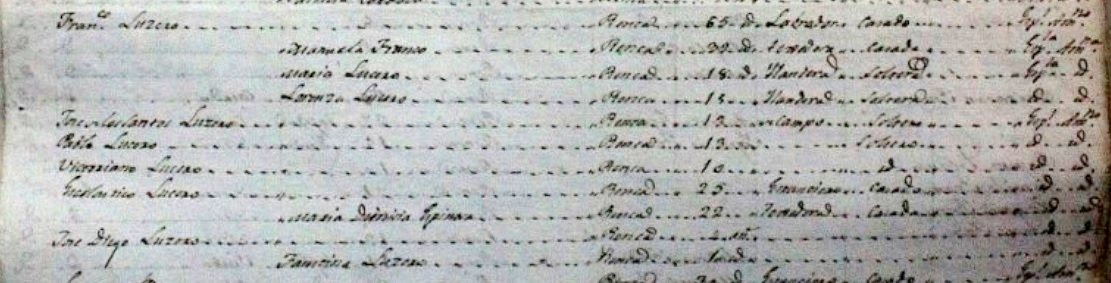
Censo de Renca, 1812, familia de Pablo Lucero

Hacia 1826 se casó con la puntana, Dominga Pérez, con la cual no tuvo descendencia. Pero si reconoció, en su testamento, a un hijo natural suyo: Juan Elías Lucero, nacido hacia 1854, con descendencia.

Participó en la guerra civil de 1830 del lado del general federal Facundo Quiroga, y llegó al grado de teniente coronel. Se destacó por primera vez en ocasión de un malón que lanzó en noviembre de 1832 el cacique ranquel Yanquetruz sobre su provincia, en que fue seriamente herido. Desde entonces quedó al mando de la frontera sur de su provincia, durante el gobierno de José Gregorio Calderón, y formó también parte de la legislatura. En tal carácter, fue uno de los diputados que en enero de 1832 sancionó la primera constitución de su provincia.
Participó de la expedición de 1833 al desierto, a órdenes de José Ruiz Huidobro, y luchó en la victoria de Las Acollaradas sobre Yanquetruz. Lucero situó el comando de la frontera en San José del Morro. En octubre de 1834 repelió con mucha dificultad una nueva invasión de indios.

El 11 de noviembre de 1840, una acción combinada de los indios dirigida por el cacique y coronel unitario Manuel Baigorria, y de la división unitaria de Eufrasio Videla tomó la ciudad de San Luis.

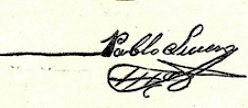
Firma de Pablo Lucero

A pesar de la deserción en sus hombres, Lucero se retiró hacia el norte de la provincia, manteniéndose fiel al gobernador depuesto. Reunió nuevas partidas y llamó en su auxilio al mendocino José Félix Aldao y al general Pablo Alemán, a quienes acompañó en la victoria de Las Quijadas. Baigorria regresó a las tolderías, acompañado por el futuro general Juan Saá, mientras Lucero hacía fusilar a los Videla.

## Gobierno
Nombrado por una asamblea popular, asumió como gobernador el 5 de enero de 1841. Inmediatamente se unió al ejército de Aldao contra la invasión a San Juan del general unitario Lamadrid. Pero se perdió en el desierto, lo que le ahorró la vergüenza de la derrota en la batalla de Angaco. Acompañó a Nazario Benavídez en la recuperación de San Juan en la Batalla de La Chacarilla, y a Pacheco en la batalla de Rodeo del Medio. Fue ascendido al grado de general por su legislatura.
El gobierno de Lucero fue, como casi todos los de la década de 1840, una época de paz sin grandes sobresaltos, ni tampoco grandes progresos. Esta tranquilidad permitió la lenta recuperación económica de la provincia. Los malones casi cesaron por completo, y la población creció rápidamente. El comercio, la ganadería y la agricultura prosperaron, mientras el gobernador se mantenía en paz con el gobierno central de Juan Manuel de Rosas.
En 1851 repudió el pronunciamiento de Urquiza y ofreció a Rosas ayuda militar.
Tras la caída del Restaurador, viajó a San Nicolás de los Arroyos a firmar con el presidente provisorio Urquiza el Acuerdo de San Nicolás. De regreso, envió su ejército a ayudar a Benavídez a recuperar el poder en San Juan.
Ayudado por su ministro Carlos Juan Rodríguez pudo fundar algunas escuelas y refundar varias villas arrasadas por los malones. También consiguió establecer una imprenta.

## Últimos años
En noviembre de 1854 dejó el mando provincial en manos de Justo Daract, un liberal progresista que navegaba a media agua entre unitarios y federales. Tuvo una serie de conflictos con el gobernador, y participó en la represión de un motín ocurrido en Río Cuarto.
En febrero del año siguiente, Urquiza lo nombró comandante de la División Militar del Sur. No llegó a prestar ningún servicio a la Confederación Argentina en ese puesto, ya que murió en San José del Morro en marzo de 1856.